# Turbinicarpus schmiedickeanus subsp. schmiedickeanus
Turbinicarpus schmiedickeanus subsp. schmiedickeanus es una especie fanerógama de la familia Cactaceae. Es un cactus con un solo tallo o un poco ramificado desde la base, con forma aglobada o un poco cilíndrica, miden hasta 5 cm de altura y 3 cm de diámetro y en la punta presentan lana blanca. Las flores son hermafroditas pero son incapaces de autofecundarse, por lo que requieren de insectos alados y hormigas para llevar a cabo la polinización. que lleven el polen de una planta a otra. Las flores brotan en la punta de cada tallo y son de color rosa pálido con una franja de color violeta, las semillas son negras, y son dispersadas por animales, el agua o el viento. Esta especie se reproduce varias veces durante su vida (estrategia policárpica).

## Clasificación y descripción
Plantas con un solo tallo o a veces varios, de forma ovoide hasta cilíndricos, pequeños, de 4 a 5 cm de altura y 2 a 3 cm de diámetro, tuberculados; ápice con lana blanca. Aréolas circulares, de 2 a 3 mm de diámetro, las jóvenes con lana blanca. Espinas 1 a 4, generalmente 3, con consistencia parecida al papel o pergamino, de hasta de 2.5 cm de longitud, torcidas, suaves, grises con la punta negra. Las flores brotan en las aréolas jóvenes de la punta de los tallos, con forma de embudo, de 1.8 cm de longitud, de color rosa pálido y la franja media violeta. Las semillas tienen 1 mm de longitud, la testa tiene pequeñas protuberancias, y son de color negro (con el nombre sinónimo Turbinicarpus schmiedickeanus var. schmiedickeanus).

## Distribución
Esta especie es nativa de México, se considera que tiene una distribución amplia, aunque sus poblaciones decrecen. Se localiza en los estados de Nuevo León, San Luis Potosí, con el nombre sinónimo de Turbinicarpus schmiedickeanus) y en Tamaulipas, en los municipios de Jaumave y Miquihuana.

## Ambiente
Se desarrolla en sitios con matorral desértico microfilo y matorral desértico rosetófilo de Larrea-Yucca-Prosopis, en planicies aluviales y en asociaciones de Dasylirion-Agave lechuguilla-Hechtia. En Miquihuana (Tamaulipas) se desarrolla en matorral micrófilo y matorral desértico rosetófilo, las especies más abundantes son Euphorbia antisyphilitica y Crisactina mexicana (información obtenida con el sinónimo de Turbinicarpus schmiedickeanus). El gradiente altitudinal en el que ocurre va de 1200 a 1463 m s. n. m. Crece en suelos de tipo xerosol cálcico, principalmente en planicies aluviales con presencia de rocas calizas (información obtenida bajo el nombre sinónimo de Turbinicarpus schmiedickeanus).

## Estado de conservación
Debido a su atractivo como planta de ornato ha sido extraída de su hábitat para ser comercializada de manera ilegal, también se ve afectada por actividades de pastoreo y ganadería, por lo que sus poblaciones decrecen. Como una medida para reducir la presión sobre las poblaciones silvestres, se han realizado ensayos de reproducción in vitro, los cuales han tenido éxito. Esta especie se encuentra listada en la NOM-059-SEMARNAT-2010 en la categoría Amenazada (A). En la Unión Internacional para la Conservación de la Naturaleza (UICN) aparece bajo la categoría de Casi Amenazada (NT) (Near threatened). Sin embargo, la IUCN reconoce doce especies de Turbinicarpus schmiedickeanus: la nominal y las subespecies andersonii, bonatzii, dickinsoniae, flaviflorus, gracilis, jauernigii, klinkerianus, machochele, rioverdensis, rubriflorus y schwarzii; ninguna subespecie se evaluó por separado en 2013, por lo que la categoría de riesgo es para todas las subespecies agrupadas bajo el nombre de Turbinicarpus schmiedickeanus. El género Turbinicarpus se incluye en el Apéndice I de la CITES. Y al ser una especie amenazada en México, se halla regulada bajo el Código Penal Federal, la Ley General del Equilibrio Ecológico y Protección al Ambiente y la Ley General de Vida Silvestre.

## Usos
Ornamental / Jardinería